# Sillon de Bretagne

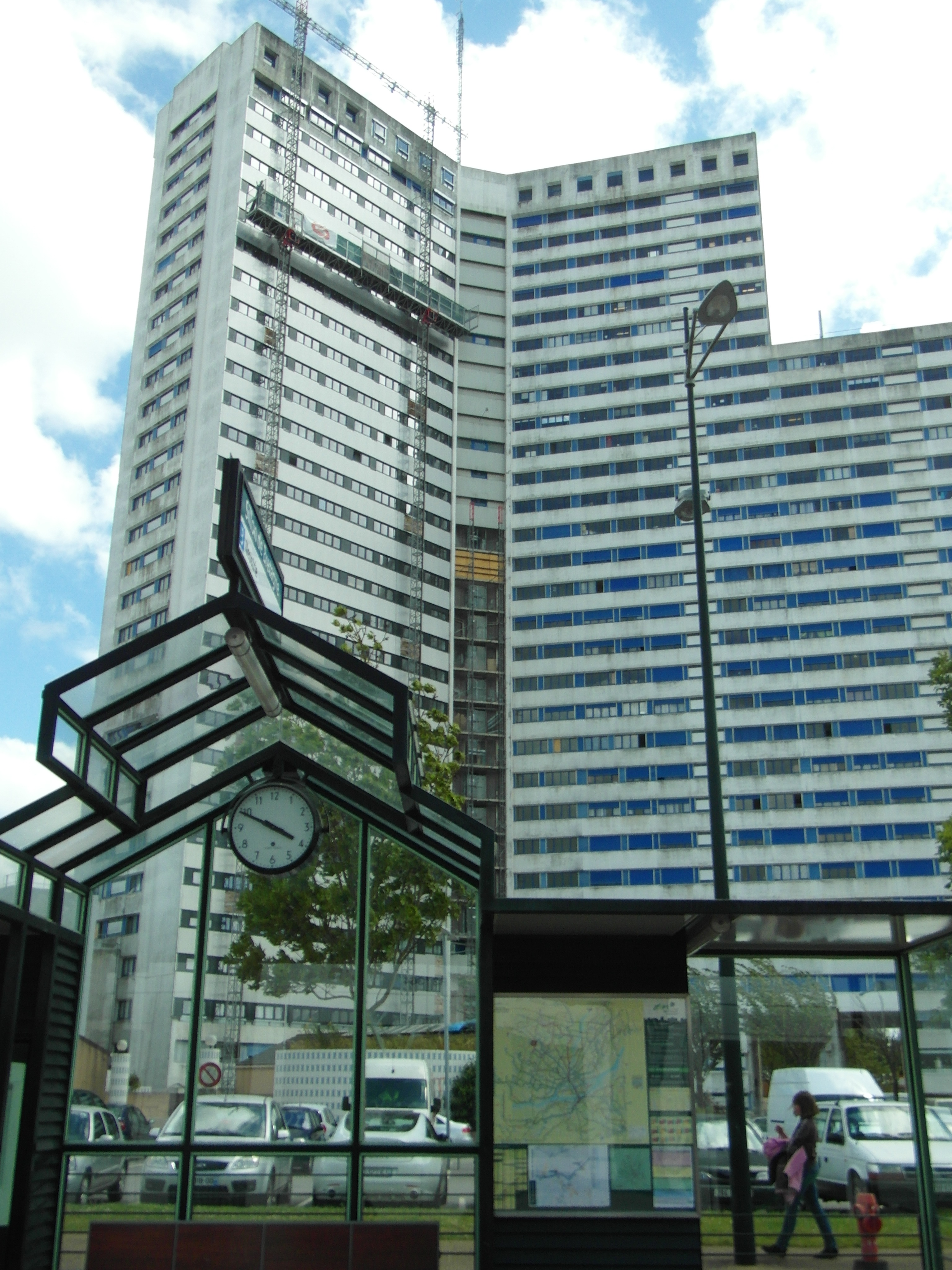
Sillon de Bretagne; Teilansicht von Nordwesten (Zustand 2011)

Das Sillon de Bretagne ist eines der größten (nicht höchsten) Hochhäuser in Europa.
Es wurde zwischen 1970 und 1974 erbaut und befindet sich in Saint-Herblain in Nantes im Pays de la Loire in Frankreich, etwa 400 m östlich der Nationalstraße 844.

## Geschichte
Das Gebäude, größtes Wohnhaus im französischen Westen, wurde auf Initiative des Herblainer Bürgermeisters Michel Chauty (Amtszeit von 1959 bis 1977) geplant und errichtet. 1965 wurde mit Grundstückskäufen dazu begonnen, 1967 ein erster Architektenentwurf vorgestellt. 1968 stand die Planung und der Bau selbst begann im Mai 1970. 1971 zogen die ersten Mieter ein und 1974 wurden die letzten Appartements fertiggestellt.

## Daten
Das Sillon de Bretagne ist 97 Meter hoch und 425 Meter lang und hat 32 Etagen. Ungefähr 3600 Personen arbeiten oder leben in diesem Gebäude in 781 Wohnungen und auf 13.500 m² Büro-, Dienstleistungs- und Einkaufsfläche. In unmittelbarer Nähe befindet sich das Einkaufszentrum Centre Commercial Espace Océan und das Lycée et college Saint Dominique.

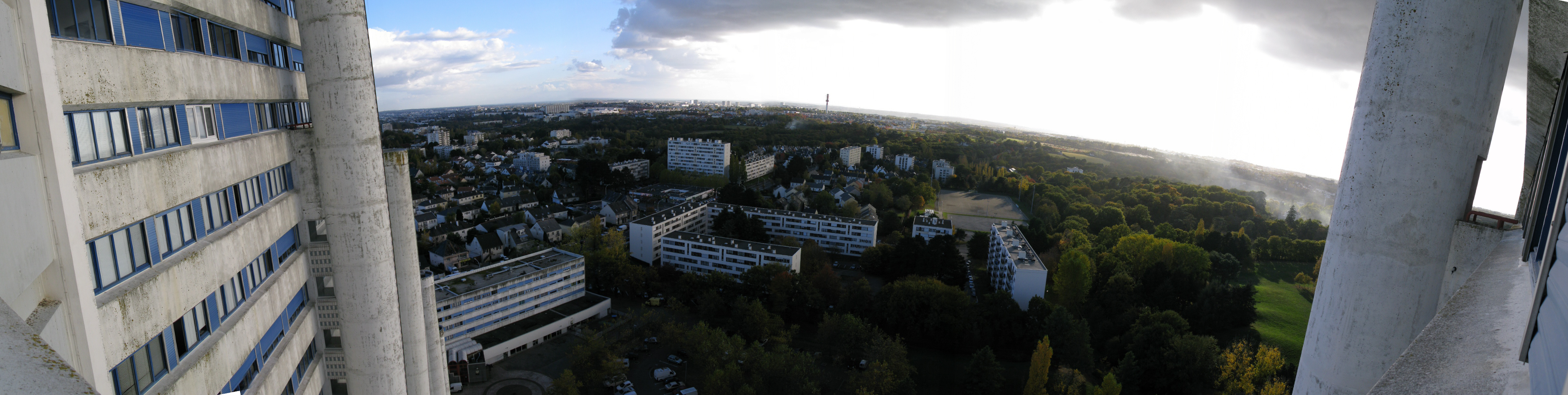
Blick aus der 22. Etage nach Südwesten